# Paul Cammermans
Paul Cammermans (Berlare, 10 juli 1921 – Zemst, 22 januari 1999) was een Belgisch acteur en regisseur.

## Loopbaan
Hij was een veelzijdig acteur. In België werkte hij bij de twee grote Vlaamse toneelgezelschappen in Antwerpen en Brussel en trok in 1955 naar het toenmalige Belgisch-Congo om daar voorstellingen te geven. Ook regisseerde hij toen al televisieproducties bij de BRT.
Vaak werkte hij in Nederland. Vanaf 1961 was hij er twee jaar onder contract bij het grote Nederlandse toneelgezelschap de Nederlandse Comedie in Amsterdam en speelde er als eerste stuk De getatoueerde roos van Tennessee Williams. Dankzij hem kregen stukken als Rhinocéros van Eugène lonesco dramatische waarde. De musical Salad Days, met een bezetting van zo'n vijftig acteurs, over wie Paul Cammermans de regie voerde, was toen een van de toppers van de Nederlandse televisie.
Cammermans komst naar Nederland maakte hem ook hier al snel tot een gezocht acteur. Voor de televisie speelde hij onder meer, samen met Kitty Janssen, in de comedyserie Arthur en Eva en hij regisseerde dramaproducties en afleveringen van series zoals Stiefbeen en Zoon en Pipo de Clown. Ook werkte hij als regisseur mee aan een voorstelling van het Lurelei-cabaret met Jasperina de Jong. In 1964 was hij de hoofdrolspeler, schrijver en regisseur van de door Jacques Tati geïnspireerde bioscoopfilm Spuit elf.
Sinds de jaren zeventig werkte hij weer voornamelijk in Vlaanderen. Hier maakte hij, als acteur en regisseur, nog een groot aantal televisieseries, waaronder de hoofdrol in Klein Londen, Klein Berlijn, en kreeg waardering voor zijn film Het gezin van Paemel (1986) naar het werk van Cyriel Buysse. Zijn laatste Nederlandse regie dateert van 1993, toen hij Kean ensceneerde bij het Haarlems Toneel.

## Trivia
- In het Kiekeboealbum Een koud kunstje wordt een acteur opgevoerd die "Paul Cameramans" heet.

## Filmografie

### Als regisseur

#### Films
- Het hemelbad (1960)
- Rozegeur en maneschijn (1961)
- Gevaarlijk tussenspel (1961)
- Struif (1962)
- O, kijk mij nou (1962)
- Vliegtuig in gevaar (1963)
- De geschiedenis van de koning en de wijze vrouw (1963)
- De vlucht van de duif (1964)
- Brigadoon (1964)
- Spuit Elf (1964)

- De regenmaker (1966)
- De arme dieven (1966)
- De mikado (1967)
- Gongslag middernacht (1967)
- Neutraal terrein (1971)
- Wie is er bang voor Virgunia Woolf? (1973)
- Opgeruimd staat netjes (1975)
- De nachttrein naar Savannah Georgia (1976)
- Mijnheer gaat op jacht (1976)

- De verlegen versierder (1978)
- Drie dozijn rode rozen (1978)
- Grueten broos (1979)
- Een spoor van Carla (1980)
- De Konsul (1981)
- Het gezin van Paemel (1987)
- Gaston en Leo in Hong Kong (1988)
- De weduwnaar (1990)
- Surprise weekend (1991)

#### Televisie
- Swiebertje (1955)
- Huwelijksvoorwaarden e.a. (1964)
- Le monde parallèle (1967)
- Eerste man (1967-'68)
- Ritmeester Buat (1968)

- Waar is iedereen? (1970)
- Per ongeluk (1971)
- Centraal station (1974)
- Pipo en het grachtengeheim (1975)

- Pipo en de lachplaneet (1976)
- Van den Heuvel en zoon (1978)
- Dirk van Haveskerke (1978)
- Robinson Crusoë (1980)

### Als acteur

#### Films
- De roof van Hop-Marianneke (1955)
- De klucht van de brave moordenaar (1956)
- Wat doen we met de liefde? (1957)
- Het geluk komt morgen (1958)
- We starten nu (1959)
- Wilde paarden (1959)
- De graaf van Luxemburg (1959)
- De zondvloed (1959)
- Zwervers rond de kribbe (1959)
- Het vonnis (1960)
- De kommissaris waakt! (1960)
- Het grote mes (1960)
- Mijn eigen beul (1960)
- Anita, my love (1960)

- Het mes (1960)
- Afscheid van grote en kleine K (1961)
- Improvisatie (1961)
- De toonladder (1961)
- De rinoceros (1961)
- Mij zusje en ik (1961)
- De grote veroveraar (1962)
- Parallellogramma (1962)
- Spuit Elf (1964)
- De regenmaker (1966)
- Dallas (1967)
- Mandjes uit Mexico (1967)
- Alexander Postuum (1968)
- Driestuiversopera (1969)

- De Heks van Haarlem (1969)
- Stemmen (1972)
- Mijn vriend (1979)
- Laat de dokter maar schuiven (1980)
- Een spoor van Carla (1980)
- Met z'n allen door de vloer (1981)
- Ekster (1982)
- Het nieuwe tehuis (1982)
- Leer om leer (1983)
- De burgemeester van Veurne
 (1984)
- Late zomer (1990)
- De opdracht (1994)

#### Televisie
- Mens durf te leven (1962)
- Arthur en Eva (1962-'64)
- Geschiedenis mijner jeugd (1983)

- Willem van Oranje (1984)
- De kip en het ei (1985)

- Adriaen Brouwer (1986)
- Klein Londen, Klein Berlijn (1988)

- Bibliothèque nationale de France: cb140846767 (data)
- International Standard Name Identifier: 0000 0000 7102 924X
- Library of Congress Control Number: no2009150992
- MusicBrainz: 0ab16a9d-9c43-44a5-bfc3-e3f4b231e5a9
- Nederlandse Thesaurus van Auteursnamen: 070923353
- SNAC: w6vv68fm
- Virtual International Authority File: 49429351
- WorldCat: E39PBJh8J9W87HT8XtwT7hRkDq